# Chrysophyllum lacourtianum
Chrysophyllum lacourtianum – gatunek drzew należących do rodziny sączyńcowatych. Jest gatunkiem występującym w Afryce, na terenie Kamerunu i Gabonu.

## Morfologia

### Pokrój
Drzewo osiąga do 40 m wysokości, do wysokości około 24 m nie posiada gałęzi. Osiąga do 100 cm średnicy. Kora szaro-brązowa, do 2,5 cm grubości.

### Liście
Liście ułożone spiralnie w pęczki na końcach gałązek. Ogonek liściowy 2–3 cm długości. Liście jajowate, podłużne, o wymiarach 11–36 cm × 4,5–12,5 cm, klinowate u nasady, krótko spiczasty wierzchołek.

### Kwiaty
Zebrane w boczny pęczek, regularne, 5-krotne, dwupłciowe. Szypułka o długości 3 mm. Nie posiadają działki kielicha. Korona kwiatu posiada rurkę długości 2,5 mm, z przyłączonymi do niej okrągłymi, 1 mm płatkami. Płatki owłosione na brzegach, koloru kremowobiałego.

### Owoc
Owoc jest owalny lub okrągły, długość 6–11 cm. Dojrzałe owoce są koloru pomarańczowego lub czerwonego. W środku znajduje się 5 ziaren, o wymiarach do 3,5 cm × 2 cm.

## Zastosowanie
Drewno Chrysophyllum lacourtianum jest używane w budownictwie i produkcji przedmiotów drewnianych. Owoce drzewa są jadalne. Kora drzewa stosowana jest w medycynie ludowej.